# ごごラジ!
『ごごラジ!』は、NHKラジオ第1放送とNHK-FM放送で2016年4月4日から2020年3月19日まで放送されたラジオの生ワイド番組。

## 概要
前身番組『午後のまりやーじゅ』の放送枠を引き継ぎ、新番組として再出発。
この番組は40代から50代を対象にした4時間のラジオの生ワイド番組として、月曜から金曜の日替わりのパーソナリティが「独自の企画」や「ゲストインタビュー」を送る。また、日替わりのパーソナリティが「専門性・知識・好奇心」を発揮した多種多彩で豊かな情報性の高いトークも送る。
2018年度はそれまでの放送時間が1時間短縮、13:05 - 15:55の放送となり、それまでの曜日パーソナリティーは全員降板となった。
2019年度は30分拡大され、12:30からの放送となる。パーソナリティーの変更に伴い、タイトルを『武内陶子のごごラジ!』とした。また、日替わりパートナーとしてゲストが1時台後半から3時台まで出演する。
2020年3月19日をもって終了。後番組は引き続き武内が担当する『ごごカフェ』。それまでの間は当初は高校野球中継等が予定されていたが、新型コロナウイルスによる選抜高校野球大会の開催中止に伴い、国会中継（第201回国会）が放送された3月23日（参議院予算委員会集中審議）及び4月1日（参議院決算委員会審議）を除き別番組『話題と音楽スペシャル』等で対応した。

## 放送時間
- （2016年度・2017年度）月曜 - 金曜 13:05 - 16:55
- （2018年度）月曜 - 金曜 13:05 - 15:55（16時台がFMの再放送枠になったため、1時間短縮）
- （2019年度）月曜 - 金曜 12:30 - 15:55（『旅ラジ!』が終了した為に、開始が35分早まる）

2019年度のみ設けられた12時台は、NHK-FMでも同時放送されていた。
国会中継が行われる場合は12時台は通常放送、13時台以降は国会前後の短縮版を放送する対応をとっていた。また、衆議院議員総選挙及び参議院議員通常選挙公示の前日に行われる党首討論会の中継が行われる場合には短縮となる。NHKラジオ第1放送において政見放送が放送される地域ではその時間のみ休止となる。
高校野球期間中は生放送は休止となるが、中止・早終了となった場合に備えてアナウンサーを待機させ、過去放送のゲストコーナーからのアンコールや、話題と音楽を放送していた。
祝日は休止であるが、2018年9月24日・10月8日、2019年9月16日・11月4日、2020年1月13日は通常放送を行った。ただし、列島リレーニュースは休止となった。

## 放送時間の変遷
| 2016.04 | 2018.03 | 13:05 - 16:55 （230分） | （放送なし）           | 13:05 - 13:55 （50分） | 14:05 - 14:55 （50分） | 15:05 - 15:55 （50分） | 16:05 - 16:50 （50分） |
| 2018.04 | 2019.03 | 13:05 - 15:55 （175分） | （放送なし）           | 13:05 - 13:55 （50分） | 14:05 - 14:55 （50分） | 15:05 - 15:55 （50分） | （放送なし）           |
| 2019.04 | 2020.03 | 12:30 - 15:55 （205分） | 12:30 - 12:55 （25分） | 13:05 - 13:55 （50分） | 14:05 - 14:55 （50分） | 15:05 - 15:55 （50分） | （放送なし）           |

## 出演者
進行
- 武内陶子（たけうち・とうこ）（東京アナウンス室シニア・アナウンサー 全曜日担当、2019年4月8日 - 2020年3月19日）

レポーター 「きょうのソトこえ」担当
- 石垣真帆（いしがき・まほ）（NHKラジオセンター契約局員 2019年4月8日 - 2020年3月19日[14]）

以下の2名は不定期で担当。
- 柴田拓（しばた・ひらく）（NHKラジオセンターアナウンサー）
- 藤井まどか（ふじい・まどか）

### 過去
- 山口香（やまぐち・かおり）（月曜担当 2016年4月4日 - 2017年2月27日[15]）
- 稔幸（みのる・こう）（火曜担当 2016年4月5日-2016年9月27日[16]）
- 犬山紙子（いぬやま・かみこ）（月曜担当 2017年4月3日 - 2018年2月26日[17]）
- 杜けあき（もり・けあき）（火曜担当 2016年10月4日 - 2018年3月6日（前番組『午後のまりやーじゅ』から続投）[16]
- 風見しんご（かざみ・しんご）（水曜担当 2016年4月6日〜2018年3月7日）（前番組『午後のまりやーじゅ』から続投）
- 井川修司（いがわ・しゅうじ）（イワイガワ）（木曜担当 2016年4月7日〜2018年3月8日）（前番組『午後のまりやーじゅ』から続投）[18]
- 村上由利子（むらかみ・ゆりこ）（木曜パーソナリティコーナー担当 2016年4月7日〜2018年3月8日）（前番組『午後のまりやーじゅ』から続投）
- 高橋久美子（たかはし・くみこ）（元チャットモンチー）（金曜担当 2016年4月8日〜2018年3月9日）[19]
- 神門光太朗（かんど・こうたろう）[20]（全曜日担当、2016年4月4日 - 2019年3月22日）（前番組『午後のまりやーじゅ』から続投）
  - なお、神門とレポーターの石垣はかつて名古屋放送局のラジオ番組「夕刊 ゴジらじ」（東海3県向け）で共演していた。

進行・曜日パーソナリティ変遷
| 期間       | 期間       | 進行役                                                      | 曜日パーソナリティ           | 曜日パーソナリティ       | 曜日パーソナリティ           | 曜日パーソナリティ           | 曜日パーソナリティ             |
| 期間       | 期間       | 進行役                                                      | 月曜日担当                   | 火曜日担当               | 水曜日担当                   | 木曜日担当                   | 金曜日担当                     |
| ---------- | ---------- | ----------------------------------------------------------- | ---------------------------- | ------------------------ | ---------------------------- | ---------------------------- | ------------------------------ |
| 2016.04.04 | 2016.09.30 | 神門光太朗（かんど・こうたろう）                            | 山口香（やまぐち・かおり）   | 稔幸（みのる・こう）     | 風見しんご（かざみ・しんご） | 井川修司（いがわ・しゅうじ） | 高橋久美子（たかはし・くみこ） |
| 2016.10.03 | 2017.03.31 | 神門光太朗（かんど・こうたろう）                            | 山口香（やまぐち・かおり）   | 杜けあき（もり・けあき） | 風見しんご（かざみ・しんご） | 井川修司（いがわ・しゅうじ） | 高橋久美子（たかはし・くみこ） |
| 2017.04.03 | 2018.03.30 | 神門光太朗（かんど・こうたろう）                            | 犬山紙子（いぬやま・かみこ） | 杜けあき（もり・けあき） | 風見しんご（かざみ・しんご） | 井川修司（いがわ・しゅうじ） | 高橋久美子（たかはし・くみこ） |
| 2018.04.02 | 2019.03.29 | 神門光太朗（かんど・こうたろう） 石垣真帆（いしがき・まほ） | （不在）                     | （不在）                 | （不在）                     | （不在）                     | （不在）                       |
| 2019.04.01 | 2020.3.19  | 武内陶子（たけうち・とうこ）                                | （日替わり）                 | （日替わり）             | （日替わり）                 | （日替わり）                 | （日替わり）                   |

## タイムテーブル
2019年度
- 12:30 -  オープニング・トーク - パーソナリティの近況や話題、この日のニュースなど
- 12:40 -  ごごカフェ（前半）[22]
- 2019年4月〜6月
  - 月曜日 - 邦楽&洋楽の注目曲
  - 火曜日 - 童謡&歌謡曲
  - 水曜日 - Jポップ&インスト
  - 木曜日 - 掘り出し物
  - 金曜日 - ノンジャンル
- 2019年7月〜
  - 月曜日 - 邦楽&洋楽の注目曲
  - 火曜日 - 歌謡曲
  - 水曜日 - ワールド&ジャズ
  - 木曜日 - Jポップ
  - 金曜日 - ノンジャンル
- 12:55 - 安心ラジオ
- 13:00 - ニュース
- 13:05
  - きょうのソトこえ
  - ごごカフェ（後編）
- 13:27 - 交通情報（関東地方など一部地域のみ）
- 13:31頃 - 列島リレーニュース[23][24]
- 13:45 - ゲストパートナーが登場[25]。
- 13:55 - ローカルニュース、交通情報など
- 14:00 - ニュース
- 14:05 - 陶子のここが聞きたい（前半）[26]
  - 月曜日 - くらしと経済
  - 火曜日 - 人間もよう
  - 水曜日 - 育児・健康・介護・孫育て
  - 木曜日 - こだわり
  - 金曜日 - お国自慢
- 14:27 - 交通情報（一部地域のみ）
- 14:30 - ニュース
- 14:33 - 陶子のここが聞きたい
- 14:55 - ローカルニュース、交通情報など
- 15:00 - ニュース・気象情報
- 15:10 - 陶子のここが聞きたい（後編）
- 15:27 - 交通情報（一部地域のみ）
- 15:30 - ニュース
- 15:33 - お便り紹介
- 15:52 - エンディング

## 公開放送
- 2016年
  - 5月3日 「宝塚トップスター大集合」（みんなの広場ふれあいホール 局舎公開「渋谷deどーも2016」に合わせて番組初の公開生中継[27]）
  - 10月9日 「ごごラジ!柔道ライブ@Nスポ」（NHK放送センター正面玄関特設ステージ 10月24日15時台の「リアルボイス」で放送）
  - 11月23日 「NHK公開復興サポートキャンペーン 明日へ IN 陸前高田」の一環として、陸前高田市のシンガポールホールをメインスタジオとした公開生放送（13:05頃 - 14:55）[28]
- 2017年5月3日 「ごごラジ!6時間スペシャル」（13:05頃 - 18:50）の枠内にて局舎公開「渋谷deどーも2017」に合わせて2つ放送
  - 第1部 13:05頃 - 14:55「公開生放送・親子で声出して遊ぼう!」（NHK放送センター玄関特設スタジオ）
    - MC：風見、犬山、神門
    - 会場インタビュー：村上
    - ゲスト：純烈、Daichi、ANZEN漫才

  - 第2部 15:05頃 - 16:55「山口香と考える親子deスポーツ」（みんなの広場ふれあいホール）
    - MC：山口、柴原紅
    - ゲスト：はりきり体育ノ介とその博士、松田丈志、井村久美子、杉山芙沙子

## その他特別番組
- 2016年12月28日 「ごごラジ!年末大感謝祭」 全曜日のパーソナリティーと神門、村上が勢ぞろいしての年末特番
- 2017年5月3日 「ごごラジ!6時間スペシャル」 第1・2部は上述の公開生放送。第3部（17:05頃 - 18:50）は「ごごラジ!延長戦」と題し、金曜担当の高橋を除くパーソナリティーと神門が勢ぞろいしての大型連休スペシャル

## 派生番組
当番組のスタッフが企画・制作したスピンオフの番組がある。
- 「THE CHANGE of LIFE」 - ウェイバックマシン（2016年4月18日アーカイブ分）（2016年4月29日 17:05頃 - 18:50 司会・山田亜樹、ゲスト・槇村さとる、横森理香、対馬ルリ子）
- 「治せる時代!C型肝炎」（2016年7月18日 15:05頃 - 15:55 司会・高橋みなみ）
- 「なぞかけ問答こころ寿司」 - ウェイバックマシン（2016年6月20日アーカイブ分）（祝日を中心に随時）
  - 2016年7月18日 18:05頃 - 19:55 中断あり（司会・ねづっち、中津川弦、三輪秀香、ゲスト・池波志乃、新藤充）
- 「こどものじかん」（2016年5月5日 20:05頃 - 20:55、7月18日 20:05頃 - 20:55 司会・坂本美雨）
- 「終戦記念日特集・「妻」から「夫」へ 被爆を語り継いだある夫婦の物語」（2016年8月6日 22:10頃 - 23:00[29]）
- 「なぎら健壱のフォーク大集会」（祝日を中心に随時 司会・なぎら健壱、辻香織、道谷眞平）
  - 「夏の選抜!フォークおやじバトル!」 - ウェイバックマシン（2016年7月6日アーカイブ分）（2016年8月12日 14:00 - 16:00（第1回）、2017年8月16日 13:00 - 18:50（第2回）=FM放送）
- 「SHIBUYAスタンダード倶楽部」（2016年5月4日 19:20 - 20:55、8月20日 21:25 - 23:00[30]、2017年5月5日 13:05 - 14:55、2017年12月24日 20:05 - 20:55、2018年1月12日 20:05 - 21:55、2018年5月5日 17:05 - 18:55 司会・国府弘子、川島ノリコ）
- 「ラジオスターがお悩みに回答! 10代限定相談室」（2017年11月23日 - 27日、放送時間はネット局を参照 司会・神門光太朗、ゲスト・高橋みなみ、山里亮太（南海キャンディーズ）、渡辺直美）

ラジオスターがお悩みに回答! 10代限定相談室ネット局
太字は火曜会加盟局である。
| 放送地域   | 放送局          | 系列       | 放送日   | 放送時間           |
| ---------- | --------------- | ---------- | -------- | ------------------ |
| 日本全域   | ラジオ第1       | 公共放送   | 11月23日 | 木曜 22:10 - 23:00 |
| 日本全域   | ラジオNIKKEI第2 | 短波放送   | 11月26日 | 日曜 19:30 - 20:20 |
| 北海道     | STVラジオ       | NRN系      | 11月25日 | 土曜 21:00 - 21:50 |
| 北海道     | HBCラジオ       | JRN・NRN系 | 11月26日 | 日曜 19:00 - 19:50 |
| 北海道     | AIR-G'          | JFN系      | 11月26日 | 日曜 19:00 - 19:50 |
| 北海道     | FM NORTH WAVE   | JFL系      | 11月26日 | 日曜 21:00 - 21:50 |
| 青森県     | RABラジオ       | JRN・NRN系 | 11月26日 | 日曜 23:00 - 23:50 |
| 青森県     | AFB             | JFN系      | 11月26日 | 日曜 19:00 - 19:50 |
| 岩手県     | IBCラジオ       | JRN・NRN系 | 11月26日 | 日曜 17:00 - 17:50 |
| 岩手県     | FM IWATE        | JFN系      | 11月26日 | 日曜 19:00 - 19:50 |
| 宮城県     | TBCラジオ       | JRN・NRN系 | 11月26日 | 日曜 19:00 - 19:50 |
| 宮城県     | Date FM         | JFN系      | 11月26日 | 日曜 19:00 - 19:50 |
| 秋田県     | ABSラジオ       | JRN・NRN系 | 11月27日 | 月曜 0:00 - 0:50   |
| 秋田県     | AFM             | JFN系      | 11月26日 | 日曜 19:00 - 19:50 |
| 山形県     | YBCラジオ       | JRN・NRN系 | 11月25日 | 土曜 19:00 - 19:50 |
| 山形県     | Rhythm station  | JFN系      | 11月25日 | 土曜 20:00 - 20:50 |
| 福島県     | ラジオ福島      | JRN・NRN系 | 11月26日 | 日曜 19:00 - 19:50 |
| 福島県     | ふくしまFM      | JFN系      | 11月26日 | 日曜 19:00 - 19:50 |
| 関東広域圏 | TBSラジオ       | JRN系      | 11月23日 | 木曜 18:00 - 18:50 |
| 関東広域圏 | 文化放送        | NRN系      | 11月25日 | 土曜 19:00 - 19:50 |
| 関東広域圏 | ニッポン放送    | NRN系      | 11月23日 | 木曜 22:00 - 22:50 |
| 関東広域圏 | ラジオ日本      | 独立局     | 11月25日 | 土曜 20:00 - 20:50 |
| 関東広域圏 | J-WAVE          | JFL系      | 11月26日 | 日曜 23:00 - 23:50 |
| 関東広域圏 | InterFM897      | MGN系      | 11月25日 | 土曜 18:00 - 18:50 |
| 栃木県     | 栃木放送        | NRN系      | 11月25日 | 土曜 21:00 - 21:50 |
| 栃木県     | Radio Berry     | JFN系      | 11月26日 | 日曜 19:00 - 19:50 |
| 群馬県     | FM GUNMA        | JFN系      | 11月26日 | 日曜 18:00 - 18:50 |
| 茨城県     | 茨城放送        | NRN系      | 11月25日 | 土曜 19:00 - 19:50 |
| 埼玉県     | FM NACK5        | 独立局     | 11月26日 | 日曜 17:00 - 17:50 |
| 千葉県     | BAYFM           | 独立局     | 11月26日 | 日曜 23:00 - 23:50 |
| 東京都     | TOKYO FM        | JFN系      | 11月26日 | 日曜 21:00 - 21:50 |
| 神奈川県   | FMヨコハマ      | 独立局     | 11月26日 | 日曜 20:00 - 20:50 |
| 新潟県     | BSNラジオ       | JRN・NRN系 | 11月26日 | 日曜 19:00 - 19:50 |
| 新潟県     | FM NIIGATA      | JFN系      | 11月26日 | 日曜 19:00 - 19:50 |
| 新潟県     | FM PORT         | 独立局     | 11月24日 | 金曜 23:00 - 23:50 |
| 富山県     | KNBラジオ       | JRN・NRN系 | 11月25日 | 土曜 18:00 - 18:50 |
| 富山県     | FMとやま        | JFN系      | 11月26日 | 日曜 19:00 - 19:50 |
| 石川県     | MROラジオ       | JRN・NRN系 | 11月23日 | 木曜 21:00 - 21:50 |
| 石川県     | HELLO FIVE      | JFN系      | 11月26日 | 日曜 19:00 - 19:50 |
| 福井県     | FBCラジオ       | JRN・NRN系 | 11月25日 | 土曜 21:00 - 21:50 |
| 福井県     | FM福井          | JFN系      | 11月26日 | 日曜 19:00 - 19:50 |
| 長野県     | SBCラジオ       | JRN・NRN系 | 11月26日 | 日曜 19:00 - 19:50 |
| 長野県     | FM長野          | JFN系      | 11月26日 | 日曜 19:00 - 19:50 |
| 山梨県     | YBSラジオ       | JRN・NRN系 | 11月25日 | 土曜 18:00 - 18:50 |
| 山梨県     | FM FUJI         | 独立局     | 11月26日 | 日曜 23:00 - 23:50 |
| 中京広域圏 | CBCラジオ       | JRN系      | 11月26日 | 日曜 19:00 - 19:50 |
| 中京広域圏 | 東海ラジオ      | NRN系      | 11月26日 | 日曜 21:00 - 21:50 |
| 中京広域圏 | ZIP-FM          | JFL系      | 11月26日 | 日曜 0:00 - 0:50   |
| 中京広域圏 | RADIO NEO       | MGN系      | 11月25日 | 土曜 21:00 - 21:50 |
| 岐阜県     | GBSラジオ       | 独立局     | 11月25日 | 土曜 20:00 - 20:50 |
| 岐阜県     | FM GIFU         | JFN系      | 11月26日 | 日曜 19:00 - 19:50 |

| 放送地域       | 放送局                  | 系列       | 放送日   | 放送時間           |
| -------------- | ----------------------- | ---------- | -------- | ------------------ |
| 静岡県         | SBSラジオ               | JRN・NRN系 | 11月25日 | 土曜 19:00 - 19:50 |
| 静岡県         | K-mix                   | JFN系      | 11月26日 | 日曜 19:00 - 19:50 |
| 愛知県         | @FM                     | JFN系      | 11月26日 | 日曜 19:00 - 19:50 |
| 三重県         | レディオキューブ FM三重 | JFN系      | 11月26日 | 日曜 19:00 - 19:50 |
| 近畿広域圏     | MBSラジオ               | JRN・NRN系 | 11月26日 | 日曜 20:00 - 20:50 |
| 近畿広域圏     | ABCラジオ               | JRN・NRN系 | 11月25日 | 土曜 21:05 - 21:55 |
| 近畿広域圏     | ラジオ大阪              | NRN系      | 11月24日 | 金曜 19:00 - 19:50 |
| 近畿広域圏     | ラジオ関西              | 独立局     | 11月26日 | 日曜 16:00 - 16:50 |
| 近畿広域圏     | FM802                   | JFL系      | 11月25日 | 土曜 20:00 - 20:50 |
| 近畿広域圏     | FM COCOLO               | MGN系      | 11月26日 | 日曜 0:00 - 0:50   |
| 滋賀県         | e-radio                 | JFN系      | 11月26日 | 日曜 19:00 - 19:50 |
| 京都府         | KBS京都ラジオ           | NRN系      | 11月24日 | 金曜 23:00 - 23:50 |
| 京都府         | α-STATION FM京都        | 独立局     | 11月24日 | 金曜 0:00 - 0:50   |
| 大阪府         | FM OH!                  | JFN系      | 11月24日 | 金曜 17:00 - 17:50 |
| 兵庫県         | Kiss FM KOBE            | JFN系      | 11月26日 | 日曜 19:00 - 19:50 |
| 和歌山県       | wbsラジオ               | JRN・NRN系 | 11月26日 | 日曜 23:00 - 23:50 |
| 鳥取県・島根県 | BSSラジオ               | JRN・NRN系 | 11月25日 | 土曜 20:00 - 20:50 |
| 鳥取県・島根県 | V-air                   | JFN系      | 11月26日 | 日曜 19:00 - 19:50 |
| 岡山県         | RSKラジオ               | JRN・NRN系 | 11月25日 | 土曜 19:00 - 19:50 |
| 岡山県         | FM岡山                  | JFN系      | 11月26日 | 日曜 19:00 - 19:50 |
| 広島県         | RCCラジオ               | JRN・NRN系 | 11月25日 | 土曜 20:00 - 20:50 |
| 広島県         | HFM                     | JFN系      | 11月26日 | 日曜 19:00 - 19:50 |
| 山口県         | KRYラジオ               | JRN・NRN系 | 11月25日 | 土曜 21:00 - 21:50 |
| 山口県         | FMY                     | JFN系      | 11月26日 | 日曜 19:00 - 19:50 |
| 香川県         | RNCラジオ               | JRN・NRN系 | 11月25日 | 土曜 18:00 - 18:50 |
| 香川県         | FM香川                  | JFN系      | 11月26日 | 日曜 19:00 - 19:50 |
| 徳島県         | JRTラジオ               | JRN・NRN系 | 11月26日 | 日曜 16:30 - 17:20 |
| 徳島県         | FM徳島                  | JFN系      | 11月26日 | 日曜 19:00 - 19:50 |
| 愛媛県         | RNBラジオ               | JRN・NRN系 | 11月27日 | 月曜 0:00 - 0:50   |
| 愛媛県         | JOEU-FM                 | JFN系      | 11月26日 | 日曜 21:00 - 21:50 |
| 高知県         | RKCラジオ               | JRN・NRN系 | 11月25日 | 土曜 22:00 - 22:50 |
| 高知県         | Hi-six                  | JFN系      | 11月26日 | 日曜 19:00 - 19:50 |
| 福岡県         | RKBラジオ               | JRN系      | 11月25日 | 土曜 18:30 - 19:20 |
| 福岡県         | KBCラジオ               | NRN系      | 11月25日 | 土曜 19:00 - 19:50 |
| 福岡県         | CROSS FM                | JFL系      | 11月25日 | 土曜 17:00 - 17:50 |
| 福岡県         | FM FUKUOKA              | JFN系      | 11月26日 | 日曜 20:00 - 20:50 |
| 福岡県         | LOVE FM                 | MGN系      | 11月26日 | 日曜 22:00 - 22:50 |
| 佐賀県         | FMS                     | JFN系      | 11月27日 | 月曜 0:00 - 0:50   |
| 長崎県         | NBCラジオ               | JRN・NRN系 | 11月25日 | 土曜 18:00 - 18:50 |
| 長崎県         | FM Nagasaki             | JFN系      | 11月26日 | 日曜 19:00 - 19:50 |
| 熊本県         | RKKラジオ               | JRN・NRN系 | 11月25日 | 土曜 20:00 - 20:50 |
| 熊本県         | FMK                     | JFN系      | 11月26日 | 日曜 19:00 - 19:50 |
| 大分県         | OBSラジオ               | JRN・NRN系 | 11月25日 | 土曜 21:00 - 21:50 |
| 大分県         | Air-Radio FM88          | JFN系      | 11月26日 | 日曜 21:00 - 21:50 |
| 宮崎県         | MRTラジオ               | JRN・NRN系 | 11月25日 | 土曜 21:00 - 21:50 |
| 宮崎県         | JOY FM                  | JFN系      | 11月26日 | 日曜 19:00 - 19:50 |
| 鹿児島県       | MBCラジオ               | JRN・NRN系 | 11月26日 | 日曜 19:00 - 19:50 |
| 鹿児島県       | μFM                     | JFN系      | 11月26日 | 日曜 19:00 - 19:50 |
| 沖縄県         | ラジオ沖縄              | NRN系      | 11月25日 | 土曜 20:00 - 20:50 |
| 沖縄県         | RBCiラジオ              | JRN系      | 11月26日 | 日曜 0:00 - 0:50   |
| 沖縄県         | FM沖縄                  | JFN系      | 11月27日 | 月曜 0:00 - 0:50   |

## 差し替え番組
- 関西ラジオワイド（2016 - 2017年度・近畿地方16時台差し替え）
- 民謡をどうぞ（2019年度・FMは東北地方、ラジオ第1は秋田県（下半期より復帰）・岩手県・宮城県・福島県金曜日12時台差し替え）
- あっぷるラジオ（2019年度・ラジオ第1青森県金曜日12時台差し替え）
- 秋田駅前 喫茶こまち（2019年度上半期・ラジオ第1秋田県金曜日12時台差し替え）
- 山形ひるどきラジオなにしったのや〜?（2019年度・ラジオ第1山形県金曜日12台差し替え）
- きたきゅ〜ラジオ（2019年度・ラジオ第1北九州市周辺最終金曜日12時台差し替え）